# Phanomorpha icelomorpha
Phanomorpha icelomorpha là một loài bướm đêm trong họ Crambidae.